# João Gabriel Schlittler
João Gabriel Schlittler (Rio de Janeiro, 10 de fevereiro de 1985) é um judoca brasileiro.
Atleta por muitos anos do Clube de Regatas do Flamengo, João Gabriel começou sua carreira no judô por acaso, foi praticar o esporte por não poder ficar em casa sozinho [carece de fontes?].
Nos Jogos Olímpicos de Pequim 2008, disputou a categoria de mais de 100 kg, chegando as quartas-de-final.

## Principais títulos
- Prata: Jogos Pan-Americanos 2007 (Rio de Janeiro)
- Bronze: Campeonato Mundial de Judô 2007 (Rio de Janeiro)
- Bronze: Copa do Mundo 2007 (Budapeste)
- Bronze: Mundial Sênior 2007
- Bronze: Mundial Militar 2006
- Bronze: Mundial Militar 2004
- Bronze: Mundial Militar 2004